# 季布羅瓦 (莫納斯特里斯卡區)
48°58′9″N 25°8′9″E / 48.96917°N 25.13583°E
季布羅瓦（烏克蘭語：Діброва），是烏克蘭的村落，位於該國西部捷爾諾波爾州，由喬爾特基夫區負責管轄，處於德涅斯特河畔，面積1.26平方公里，2001年人口356。